# Kampala
Kampala är huvudstad i Uganda och tillika landets största stad. Enligt Nationalencyklopedin hade staden en befolkning om 1,7 miljoner invånare (2016). Kampala är uppdelad i de fem stadsdelarna Kampala Central Division, Kawempe Division, Makindye Division, Nakawa Division och Rubaga Division. Kampalas storstadsområde består dessutom av det angränsande Wakiso-distriktet, Mukono-distriktet, Mpigi-distriktet, Buikwe-distriktet och Luweero-distriktet. 

## Historia
Före britternas ankomst hade Bugandakungen valt ut det område som kom att bli Kampala som en av sina favoritjaktmarker. Området bestod av många kullar och lummiga våtmarker. Det var en idealisk plats för olika antiloper - särskilt impalan. När britterna anlände kallade de området "Hills of the Impala" ("impalans kullar"). Bugandaspråket (luganda) lånade in många engelska ord, i detta fall ordet impala som i sin tur var ett lån från zulu. Ortnamnet översattes som "Kasozi Ka Mpala" – "Impalas kulle" på luganda. "Ka" och "Mpala" flöt ihop till ett ord - "Ka'mpala", och snart blev Kampala namnet på platsen. 
Kampala växte upp runt en befästning som uppfördes av Frederick Lugard, 1:e baron Lugard år 1890 för British East Africa Company. Staden växte som huvudstad för kungariket Buganda. Flera byggnader från denna tid finns bevarade. 1962 ersatte Kampala Entebbe som landets huvudstad. En stor del av staden förstördes efter störtandet av Idi Amins diktatur 1979 och det inbördeskrig som följde. Staden har senare byggts upp igen.
I samband med fotbolls-VM i Sydafrika 2010 drabbades Kampala av flera terrordåd med många döda.

## Klimat
Även om Kampala bara ligger precis norr om ekvatorn, är klimatet förhållandevis kyligt. Det kan förklaras med Kampalas höga belägenhet över havet. Samtidig påverkar Victoriasjön också klimatet, om än på ett mera lokalt plan. Klimatet är alltså tropiskt och den regnigare perioden är mellan november och maj. Den torra perioden är mellan juni och oktober.
|                                            | Jan | Feb | Mar | Apr | Maj | Jun | Jul | Aug | Sep | Okt | Nov | Dec |
| ------------------------------------------ | --- | --- | --- | --- | --- | --- | --- | --- | --- | --- | --- | --- |
| Normaldygnets maximitemperaturs medelvärde | 27  | 28  | 28  | 27  | 27  | 27  | 27  | 27  | 28  | 28  | 28  | 27  |
| Normaldygnets minimitemperaturs medelvärde | 18  | 18  | 20  | 18  | 18  | 17  | 17  | 17  | 20  | 18  | 18  | 18  |
|                                            |     |     |     |     |     |     |     |     |     |     |     |     |
| Nederbörd                                  | 56  | 58  | 114 | 173 | 107 | 25  | 20  | 20  | 25  | 36  | 69  | 66  |

| Diagram | temperaturer i °C • månadsnederbörd i mm | temperaturer i °C • månadsnederbörd i mm | temperaturer i °C • månadsnederbörd i mm | temperaturer i °C • månadsnederbörd i mm | temperaturer i °C • månadsnederbörd i mm | temperaturer i °C • månadsnederbörd i mm | temperaturer i °C • månadsnederbörd i mm | temperaturer i °C • månadsnederbörd i mm | temperaturer i °C • månadsnederbörd i mm | temperaturer i °C • månadsnederbörd i mm | temperaturer i °C • månadsnederbörd i mm | temperaturer i °C • månadsnederbörd i mm |
|         | 56 27 18                                 | 58 28 18                                 | 114 28 20                                | 173 27 18                                | 107 27 18                                | 25 27 17                                 | 20 27 17                                 | 20 27 17                                 | 25 28 20                                 | 36 28 18                                 | 69 28 18                                 | 66 27 18                                 |

## Industri
I Kampala tillverkas exempelvis möbler och maskindelar. Jordbruksexportvaror är bland annat kaffe, bomull, te och socker.

## Stad och distrikt
Kampala är ett av landets distrikt och hade 1 507 080 invånare vid folkräkningen 2014, vilket beräknas ha ökat till 1 650 800 invånare 2019. Kampalas areal är totalt 197,0 km², varav 165,7 km² utgjorde landareal år 2005, exklusive vattenareal och våtmarker. Distriktets bebyggda areal var 81,5 km² år 2005.
Kampalas distrikt består av ett så kallat county, Kampala City Council, vilket motsvarar stadsgränsen. Staden är indelad i de fem divisionerna Central, Kawempe, Lubaga, Makindye och Nakawa.
Ugandas regering lade under 2007 ett förslag om förändringar av Kampalas stadsgräns. Man diskuterade bland annat att skapa en ny kommun, Mengo, som i så fall skulle bildas av en av Kampalas divisioner, Rubaga. Denna kommun skulle i så fall bryta sig ur Kampala och ansluta sig till distriktet Wakiso. Man planerade även att slå ihop förorten Kira samt underdistriktet Makindye-Sabagabo (båda ingår för närvarande i Wakiso) med Kampala. Det lämnades dock inget klart besked om eller när dessa ändringar skulle genomföras.

## Storstadsområde
Snabbväxande förorter har växt upp runt Kampala, och många av landets folkrikaste städer är belägna i omedelbar närhet, bland annat Nansana (cirka 500 000 invånare), Kira (över 400 000 invånare) och Makindye Ssabagabo (nästan 400 000 invånare).
Landets regering lade under 2007 ett förslag om att införa en myndighet med ansvar för planering av Kampalas storstadsområde, Kampala Metropolitan Planning Authority. Området som berördes var Kampala samt de omgivande distrikten Mpigi, Mukono och Wakiso. Det avsedda området hade en beräknad folkmängd av cirka 4,3 miljoner invånare år 2010, på en landareal av 7 876,3 km². År 2011 hade myndigheten fortfarande inte inrättats, och det verkade som planerna lagts på is. Planeringen har dock återupptagits, och 2018 fördes det diskussioner om hur man ska genomföra det hela.

## Allmän referens
- Kampala i engelskspråkiga Wikipedia 11 juni 2006